# São Paulo (slagskepp)
São Paulo var ett slagskepp av dreadnought-typ som tillhörde den brasilianska flottan. Fartyget var ritat och byggt av de brittiska företagen Armstrong Whitworth och Vickers och levererades till Brasilien först efter färdigställandet. Hon var det andra av två fartyg i Minas Geraes-klass, och namngavs efter delstaten och staden São Paulo. Efter att ha utrangerats år 1947 såldes hon för skrotning, men sjönk den 6 november 1951.

## Utformning

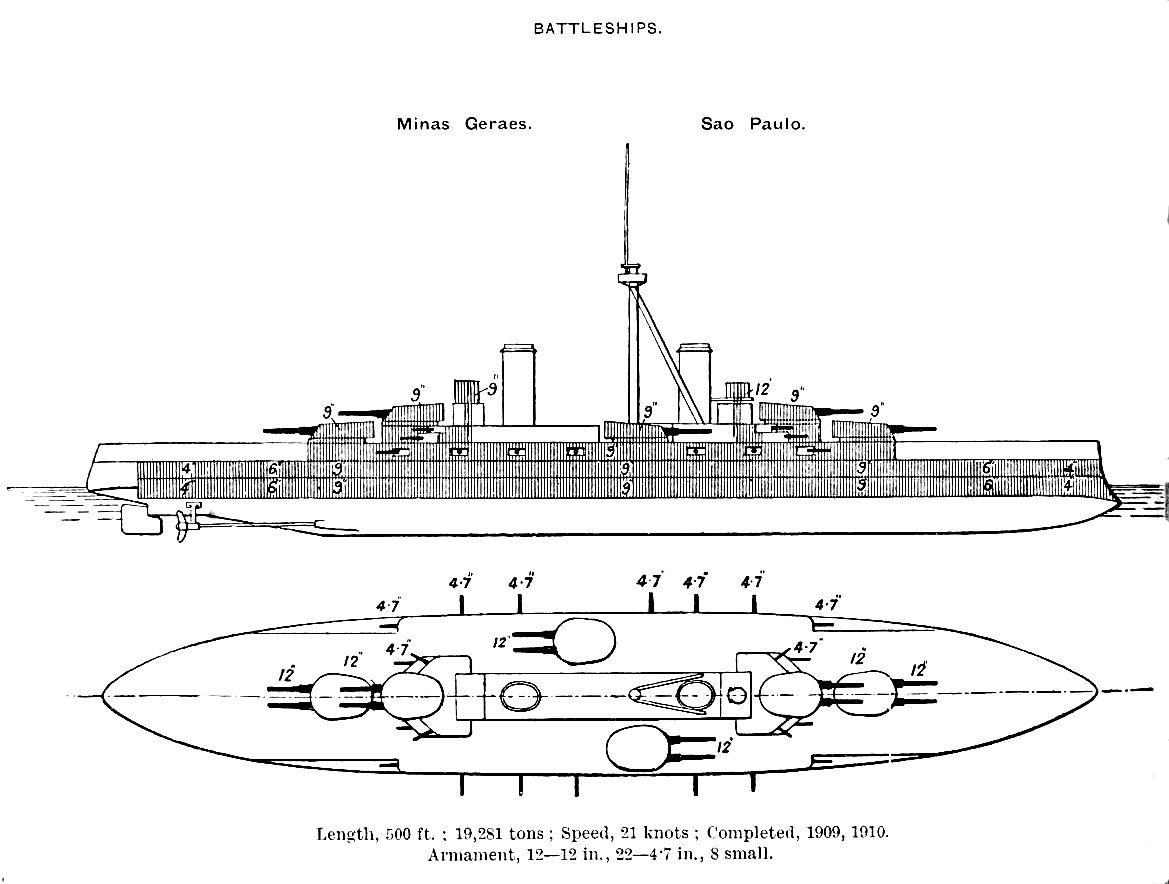
Ritning över Minas Geraes-klassen med kanonernas kalibrar och pansarets tjocklek markerat i tum.

### Skrov och pansar
São Paulo var 166 meter lång, 25 meter bred och hade ett djupgående på drygt 7 meter vid normal lastning. Standardeplacementet uppgick till 19 105 ton och det maximala deplacementet till 21 370 ton.
Huvudbältpansaret som var 22,9 cm tjockt vid vattenlinjen hade en höjd på 4,7 cm och sträckte sig mellan barbetterna till B- och Y-tornen. 27,4 meter förut och 18,3 meter akterut från huvudbältet löpte ett andra bältpansar med en tjocklek på 15,2 cm, vilket tunnades ut till 7,6 cm mot för och akter. Några meter innan akterstäven avslutades bältet med ett 10,2 cm tjockt tvärskeppsskott. Förut räckte bältet till förstäven, men där bältena förenades fanns också ett 76 mm tjockt tvärskeppsskott. Ovanför huvudbältet ett övre bälte samma tjocklek som gick upp till övre däck. Vid barbetterna till de överhöjda kanontornen löpte bältet in i skrovet och anslöt till barbetterna för tornen i för och akter.
Det genom det över bältet bildade citadellet tillslöts ovanifrån (i nivå med över däck) av ett 38 mm tjockt pansardäck, bestående av två skikt om vardera 19 mm. Utanför citadellet löpte ovanför huvudbältet ett platt 51 mm tjockt pansardäck. Undervattenskyddet på São Paulo begränsades till en dubbelbotten. Även kolboxarna kunde spela en viss roll i att försvaga effekten av en undervattensdetonation, men för detta fordrades att kolluckorna i långskeppsskotten skulle vara stängda, något som inte alltid var möjligt.

### Maskineri
Propellermaskineriet bestod av 18 stycken Babcock- och Wilcox-ångpannor som genererade ånga till två trippelexpansionsmaskiner, vilket i sin tur gav en total maskinstyrka på 27 500 hästkrafter. Ångmaskinerna var placerade i ett gemensamt maskinrum, delat av ett vattentät långskepsskott, medan ångpannorna stod uppställda i tre pannrum, med fyra pannor i det första och sju i de övriga. Rökgångarna från pannrummen 1 och 2 gick till den förliga skorstenen och från pannrum 3 till den aktra. Under provturerna 1910 överträffade São Paulo fartberäkningarna och kom upp i en toppfart på 21,5 knop, vilket gav fartyget en räckvidd på 10 000 nautiska mil vid en hastighet på 10 knop.

### Bestyckning
Fartygets huvudartilleri var av Vickers-fabrikat och bestod av tolv 30.5 cm kanoner m/45, uppställda i sex dubbeltorn, varav fyra stod lineärt överhöjda i för och akter och två på gångborden midskepps, där babords torn var något förskjutet akterut från mitten och styrbords torn något förut. Kanonernas maximala elevation uppgick till 13 grader och laddningen av pjäserna utfördes vid en fast vinkel på fem grader. Ammunitionsdurkarna för de mittersta tornen var placerade mellan pannrum 1 och 2.
Den medelsvåra bestyckningen utgjordes av tjugotvå stycken 12 cm kanoner av märket Armstrong. Fjorton av dessa var uppställda på batteridäck i det bepansrade citadellet, med sju pjäser på var sida av fartyget. De övriga stod bakom sköldarrangemang på den centrala överbyggnaden. Den resterande bestyckningen bestod av arton stycken halvautomatiska 47 mm kanoner, som både användes för övningsskjutning och för att kunna installeras ombord på fartygets skeppsbåtar.

## Bakgrund
I slutet av 1880-talet började Brasiliens flotta att bli föråldrad. Situationen förvärrades av  statskuppen 1889, som ledde till avskaffandet av monarkin, och av ett inbördeskrig 1893. Trots att Brasilien hade en långt större folkmängd än både Argentina och Chile,
låg landets flotta långt efter båda dessa länders i såväl kvalitet som sammanlagt tonnage.
Vid sekelskiftet medförde stigande efterfrågan på kaffe och gummi ökat välstånd i den brasilianska ekonomin. Regeringen i Brasilien använde en del av de extra pengarna från den ekonomiska tillväxten för att finansiera ett marint byggnadsprogram 1904, vilket auktoriserade konstruktionen av ett stort antal örlogsfartyg, inklusive tre slagskepp. Flottans marinminister, amiral Júlio César de Noronha, undertecknade ett avtal med Armstrong Whitworth för tre slagskepp den 23 juli 1906. Utvecklingen av HMS Dreadnought samma år gjorde dock planerade fartygen föråldrade. Den nytillträdde brasilianske flottministern, konteramiral Alexandrino Fario de Alencar, valde därför att skrinlägga planerna på de tidigare slagskeppen för att istället lägga resurserna på byggandet av tre nya fartyg av samma typ som Dreadnought. De tre slagskeppen som precis hade börjat konstrueras skrotades med början den 7 januari 1907, och utformningen av de nya dreadnought-fartygen godkändes av den brasilianska regeringen den 20 februari 1907. I Sydamerika kom fartygen som en chock och antände en marin kapprustning mellan Brasilien, Argentina och Chile. Fördraget 1902 mellan de två sistnämnda upphävdes efter att den brasilianska dreadnought-ordern uppmärksammats så att båda kunde bygga sina egna dreadnoughts.
Minas Geraes kölsträcktes av Armstrong i Elswick den 17 april 1907, medan São Paulo följde tretton dagar senare av underleverantören Vickers i Barrow. Nyheten överrumplade Brasiliens grannar, särskilt Argentina, vars utrikesminister påpekade att antingen Minas Geraes eller São Paulo kunde utplåna hela de argentinska och chilenska flottorna. Dessutom innebar Brasiliens order att de hade kölsträckt en dreadnought före många av de andra större sjömakterna, som Tyskland, Frankrike och Ryssland.
Brasilien blev på så vis det tredje landet i världen att ha dreadnought-fartyg under konstruktion, efter Storbritannien och USA. Tidningar världen världen över, framför allt i Storbritannien och Tyskland, spekulerade att Brasilien agerade som ett ombud för en sjömakt som skulle ta de två slagskeppen i besittning av snart efter färdigställning, eftersom de inte trodde att en tidigare obetydlig geopolitisk makt skulle beställa så pass kraftfulla örlogsfartyg.

## Tjänstgöring
São Paulo döptes av Regis de Oliveira, hustru till Brasiliens ambassadör i Storbritannien, och sjösattes i Barrow-in-Furness den 19 april 1909 med ett flertal sydamerikanska diplomater och sjöofficerare närvarande. Fartyget sattes i tjänst den 12 juli 1910 och, efter att blivit färdigutrustad, lämnade hon Greenock den 16 september samma år.
Kort därefter stannade hon i den franska staden Cherbourg  för att ta ombord Brasiliens president Hermes Rodrigues da Fonseca. Därefter avgick  São Paulo till Lissabon i Portugal, där Fonseca var gäst hos Portugals kung Emanuel II. Inte långt efter att de anlänt startade 5 oktoberrevolutionen i Portugal, som orsakade den portugisiska monarkins fall. Trots att presidenten erbjöd kungen och hans familj politisk asyl så förvägrades erbjudandet. Ett rykte om att kungen var ombord cirkulerade bland tidningar och rapporterades till den brasilianska legationen i Paris, vilket ledde till att revolutionärer försökte söka igenom skeppet, men de nekades tillstånd. De bad även Brasilien att landsätta marinsoldater "för att hjälpa till att upprätthålla ordningen", men också denna begäran nekades. São Paulo lämnade Lissabon den 7 oktober och tog sikte på Rio de Janeiro, som hon nådde den 25 oktober.
Efter att ha gått med i första världskriget erbjöd Brasilien sig att skicka São Paulo och hennes syster Minas Geraes till Storbritannien för tjänstgöring med Grand Fleet, men Storbritannien avböjde eftersom båda fartygen var i dåligt skick och saknade den senaste eldledningstekniken. Under juni 1918 skickade Brasilien São Paulo till USA för en fullständig ombyggnad som inte slutfördes förrän den 7 januari 1920, långt efter att kriget hade avslutats. Den 6 juli 1922 avlossade São Paulo för första gången sina kanoner i strid när hon bombarderade en befästning som hade intagits under Tenente-revolten. Två år senare tog myterister kontroll över fartyget och avgick med henne till Montevideo, där de erhöll asyl.
På 1930-talet överlämnades São Paulo för att moderniseras på grund av sitt dåliga skick; hon kunde bara nå en topphastighet på 10 knop, mindre än halva av hennes designhastighet. Under resten av hennes karriär reducerades fartyget till en roll som reserv i kustbevakningen.
När Brasilien gick med i andra världskriget seglade São Paulo till hamnstaden Recife, där hon blev hamnens huvudförsvar under hela kriget. Efter att ha tagits ur bruk 1947 användes slagskeppet som skolfartyg till 1951 då hon togs under bogsering för att skrotas i Storbritannien. Draglinorna brast under en stark kuling den 6 november när fartyget befann sig 150 sjömil  norr om Azorerna och São Paulo var försvunnen.